# Антропомантия
Антропомантия (др.-греч. ἀνθρωπομαντεία от ἄνθρωπος — человек и μαντεία — гадание) — гадание на человеческих внутренностях. Для наиболее ответственных случаев применяется иссечение внутренних органов младенцев или девственниц (антинопомантия).
В древнем Египте трупы часто вскрывали для последующего мумифицирования, так накапливались знания об анатомии. Опытные жрецы могли выявить некоторые наследственные болезни. Факты обрастали слухами и легендами. Первые гадания на внутренностях применялись для определения дальнейшей судьбы рода умершего, выявления лежащих на нем проклятий. С другой стороны основу антропомантии составила гаруспиция или иеромантия (гадание на внутренностях жертвенных животных). В древней Греции и Риме вскрытие трупов не практиковалось и теория с практикой стали удаляться друг от друга. Гадание на собственную судьбу, на исход битвы проводилось путём иссечения внутренних органов человеческих жертв. Занятия антропомантией приписываются римским императорам Гелиогабалу и Юлиану. Сходные виды гадания применяли кельтские друиды. Есть мнение, что Жиль де Рэ не просто убивал своих жертв, а практиковал антропомантию. В настоящее время антропомантия встречается в литературе жанра фэнтези, но она не так популярна, как некромантия. Самым ярким пользователем этой магии является антагонист Легенда об Искателе, Даркен Рал.